# Gibraltar Anden Division
Gibraltar Second Division er den næstbedste og laveste, nationale fodboldrække for herrer i Gibraltar. Den blev etableret af Gibraltars fodboldforbund i 1909. De to bedst placerede klubber rykker op i Gibraltar Premier Division. Der er ingen nedrykning. Der var en 3. division frem til 2006.